# Shibetsu (Nemuro)
Shibetsu (jap. 標津町 Shibetsu-chō) – miasto w Japonii, w prefekturze Hokkaido, w podprefekturze Nemuro. Według danych na rok 2020 miejscowość zamieszkiwało 5 023 mieszkańców , a gęstość zaludnienia wyniosła 8 os./km².